# Campeonato Carioca de Futebol de 2023
Campeonato Carioca de Futebol de 2023 (também conhecido como Carioca Betnacional 2023 por questões de patrocínio) foi a 126.ª edição da principal divisão do futebol no Rio de Janeiro. A disputa foi organizada pela Federação de Futebol do Estado do Rio de Janeiro (FERJ). A fase principal desta edição — seguindo o modelo das últimas edições — Taça Guanabara, aconteceu em pontos corridos, entre as 12 equipes (11 primeiras colocadas da edição anterior e o campeão da Série A2 de 2022) definindo as quatro melhores equipes que disputaram as semifinais e finais do Campeonato. As quatro equipes classificadas entre o 5.º e 8.º lugares disputaram o título da Taça Rio.
O campeão desta edição foi o Fluminense, atingindo o bicampeonato após uma vitória na final contra o Flamengo, na quarta final seguida entre as duas equipes. Vasco da Gama e Volta Redonda foram os outros semifinalistas, enquanto o Botafogo terminou em quinto lugar e conquistou a Taça Rio que lhe confere vaga para a Copa do Brasil de 2024.
Entre os times sem divisão, Audax Rio e Nova Iguaçu tiveram as melhores campanhas e conquistaram a classificação para a Série D do Brasileiro de 2024. O Resende foi rebaixado e disputará a Série A2 pela primeira vez, desde 2007.
Pela primeira vez em dez anos, esta edição do Campeonato Carioca teve uma média de público superior ao Campeonato Paulista de Futebol, terminando com 12 630 espectadores em média por partida.

## Regulamento

### Critério de desempates
Caso ocorresse empate em pontos ganhos, seriam aplicados os critérios de desempate, sucessivamente:
1. Maior número de vitórias
2. Maior saldo de gols
3. Maior número de gols pró (gols marcados)
4. Confronto direto
5. Menor número de cartões amarelos e vermelhos, onde cada cartão vermelho será considerado equivalente a três cartões amarelos
6. Sorteio público na sede da Federação, em dia e horário a serem determinados

### Taça Guanabara (fase principal)
Em formato igual as últimas edições anteriores, a fase principal foi formada apenas pela Taça Guanabara. Foi disputada pelas 11 equipes melhores classificadas no Campeonato do ano anterior e a campeã da Série A2 de 2022 e aconteceram, portanto, 11 rodadas.

### Taça Rio
A Taça Rio foi disputada apenas pelas equipes classificadas do 5.ª ao 8.ª lugar da Taça Guanabara (fase principal) em paralelo às disputa das semifinais e finais do Campeonato. As semifinais em cruzamento olímpico (5.º colocado x 8.º colocado e 6.º colocado x 7.º colocado), em partidas de ida e volta, com vantagem para os melhores colocados (em pontos ganhos e saldo de gols). Nas partidas finais não haveria vantagem para nenhuma das equipes e, também, disputa por pênaltis em caso de empate (pontos e saldo de gols).

### Fase final
Os quatro primeiros colocados da fase principal (Taça Guanabara) decidiram, em cruzamento olímpico (1.º colocado x 4.º colocado e 2.º colocado x 3.º colocado), as semifinais do Campeonato em duas partidas com vantagem de empate (em pontos ganhos e saldo de gols) para as equipes melhores classificadas, assim como a escolha do mando de campo (1.ª ou 2.ª partida). Nas partidas finais (entre os vencedores das semifinais) não houve vantagem para nenhuma equipe, porém a melhor classificada pode escolher o mando de campo (na 1.ª ou 2.ª partida) e haveria disputa por pênaltis em caso de empate (pontos e saldo de gols).

### Torneio Independência
Seria disputada pelos "clubes formadores" em jogos entre si, sem contar as partidas envolvendo os times considerados grandes (Botafogo, Flamengo, Fluminense e Vasco da Gama), mas, em reunião de arbitral, em 12 de janeiro, na sede da FERJ, ficou determinado a extinção do torneio. O campeão inicialmente seria indicado para a Copa do Brasil de 2024. Porém, em virtude da alteração de critérios de classificação publicado pela Confederação Brasileira de Futebol (CBF), onde seriam excluídas as vagas do ranking da CBF para edição de 2024, ficou acordado que as vagas do Campeonato Carioca seriam distribuídas da seguinte forma: os quatro melhores da Taça Guanabara, o campeão da Taça Rio e o campeão da Copa Rio de 2023.

## Transmissão televisiva

### Reuniões arbitrais
Primeira arbitral
Após a reunião arbitral do Campeonato de 2023 — que aconteceu em 11 de novembro de 2022 — Flamengo e Fluminense não se mostraram interessados no modelo apresentado pelas duas empresas que negociam as vendas de direitos de transmissão, inclusive o prazo de cinco anos de contrato. Os dois clubes podem fazer valer a "lei do Mandante" ou judicializar a questão.
Um outro ponto do regulamento que também não foi aceito pela "dupla" foi a votação para aprovar que as segundas partidas da semifinal e final tenham como mandante os clubes que tiverem assinado com a Federação, independente de melhor desempenho.
Flamengo e Fluminense também discordam da diferença de valor proposto para as premiações entre o campeão (oito milhões de reais) e o vice-campeão (um milhão de reais).
Segunda arbitral
Em reunião arbitral realizada na sede da FERJ, em 29 de novembro — a 45 dias do início do Campeonato Carioca, portanto dentro do prazo legal — ficou decidido, após votação, que a questão técnica será preponderante para que se decida o mandante e o visitante nas partidas decisivas da competição.

### Polêmica sobre a diferença de valores
Vasco da Gama
Em 2 de dezembro, o Vasco da Gama — após a informação de que o Flamengo receberia o dobro de valor de cota por suas partidas — comunicou que não aceitaria o acordo de distribuição das cotas e criticou a diretoria do Flamengo. A informação de que o acordo entre a FERJ e o Flamengo definiu a cota do clube em 18 milhões de reais e dos demais clube "grandes" (Botafogo, Fluminense e Vasco) receberiam 9 milhões, fez com que o clube de São Januário soltasse um comunicado sobre a sua posição.
| “                                                   | Depois de confirmar a veracidade de notícias veiculadas nos últimos dias, o Vasco da Gama informa que não assinará o contrato de transmissão do Campeonato Carioca 2023 nos termos apresentados pela FERJ e sua empresa parceira. Não aceitaremos acordos em que não haja justa e correta distribuição de valores e tomaremos todas as medidas cabíveis, nos âmbitos esportivo e jurídico, para garantir nossos direitos (...) | ” |
| — Parte do comunicado publicado pelo Vasco da Gama, | |   |

Botafogo
No dia seguinte a decisão do Vasco da Gama, em 3 de dezembro, a diretoria do Botafogo também decidiu pela não assinatura do acordo de transmissão televisiva proposto pela FERJ e a empresa parceira. A decisão foi tomada em acordo com o acionista majoritário da SAF Botafogo, John Textor. O Botafogo não cita nomes no comunicado oficial, mas segue a mesma linha do comunicado da diretoria do Vasco.
| “                                              | Em reunião de diretoria com a presença do acionista majoritário John Textor, neste sábado (3), em Londres, o Botafogo decidiu não assinar o modelo comercial proposto pela FERJ para a transmissão do Campeonato Carioca de 2023 e vai oficializar a decisão à entidade nas próximas horas. 1. O futebol brasileiro vive um momento de profundas discussões sobre a constituição de uma Liga sob um novo modelo e fórmula de distribuição de receitas que incentive a chegada de investidores, corrija distorções, gere o equilíbrio esportivo e aumento da competitividade - para benefício de todo o ecossitema. 2. O Botafogo não vai aceitar participar de um acordo em que há obscuridão nas negociações, privilégios individuais e a manutenção de um modelo histórico que tanto prejudica o futebol no país. É incoerente com o que pensamos para o futuro e certamente uma decisão que contraria as melhores práticas (...) | ” |
| — Parte do comunicado publicado pelo Botafogo, | |   |

Fluminense
Ainda no sábado, 3 de dezembro, o presidente do Fluminense, Mário Bittencourt, informou que o Tricolor mantém sua posição de não assinar o acordo de transmissão do Carioca 2023, manifestada desde a primeira reunião para tratar do assunto.
| “                                                             | O Fluminense, desde o primeiro contato, não aceitou a divisão de valores do Carioca, pois defende uma divisão justa e equilibrada das receitas, mantendo a coerência com a posição adotada pelo clube como integrante do grupo Liga Forte Futebol em relação à venda de direitos do Campeonato Brasileiro. | ” |
| — Mário Bittencourt, presidente do Fluminense, em entrevista, | |   |

Flamengo
Em 6 de dezembro, a diretoria do Flamengo, publicou um comunicado em relação aos comunicados de Vasco e Botafogo e da entrevista do presidente do Fluminense.
| “                                              | Em relação às notas oficiais publicadas por dois clubes coirmãos quanto aos direitos de transmissão do Campeonato Carioca, o Clube de Regatas do Flamengo, mesmo defendendo que qualquer negociação financeira deva ser tratada como algo particular de cada agremiação, vem a público deixar claro seu posicionamento na referida questão. O Flamengo, graças ao trabalhado realizado nos últimos anos, tem feito investimentos importantes em seu Departamento de Futebol, de forma a dar mais competitividade ao time e oferecer um melhor espetáculo, não só aos seus milhões de torcedores como a todos os amantes do futebol. São investimentos bancados exclusivamente pela capacidade financeira do Clube, sem qualquer receita advinda de investidores externos. Assim sendo, é necessário que o clube se remunere de forma adequada e condizente com o potencial de renda que gera para seus parceiros comerciais (...) | ” |
| — Parte do comunicado divulgado pelo Flamengo, | |   |

1.ª reunião da FERJ
Em 6 de dezembro de 2022, aconteceu uma reunião na FERJ para tentar um acordo sobre a questão das cotas dos direitos de transmissão do Carioca 2023 entre representantes dos quatro "grandes clubes" cariocas. As indicações, conforme apurado, é que os representantes dos clubes saíram com a ideia de flexibilização entre si. Uma nova rodada de negociações foi agendada para 8 de dezembro, na sede da Federação.
2.ª reunião da FERJ
Em 20 de dezembro de 2022, após algumas rodadas de negociação, foi confirmada a venda dos direitos de transmissão em TV aberta para a Rede Bandeirantes, marcando a volta do torneio pelo canal desde sua última transmissão, em 2016. A proposta do canal paulista superou as oferecidas pelo SBT e pela ESPN, no caso da última pela TV por assinatura. A oficialização da compra aconteceu no dia 29 em um comunicado à imprensa, confirmando também a cobertura do torneio até 2025. Em 11 de janeiro de 2023, faltando apenas um dia para o início do torneio, o Grupo Bandeirantes adquiriu também os direitos de transmissão para o BandSports, seu canal de televisão por assinatura, onde vai cobrir 50 jogos, com exceção das partidas em que Botafogo e Vasco são mandantes. Pela internet, o streamer Casimiro fará a cobertura, incluindo dos jogos em que Botafogo e Vasco são mandantes.
Em Portugal, a competição seria transmitida pelo canal Sport TV.
| Emissora ou serviço de streaming | Transmissões com imagens |
| -------------------------------- | --- |
| Band                             | - 27 jogos, incluindo as finais da Taça Rio e do Torneio Independência, com exeção das partidas em que Vasco da Gama e Botafogo são mandantes   |
| BandSports                       | - 52 jogos, incluindo as finais da Taça Rio e do Torneio Independência, com exceção das partidas em que Vasco da Gama e Botafogo são mandantes. |
| CazéTV(YouTube e Twitch)         | - Todos os jogos do Vasco da Gama e Botafogo como mandantes.                                                                                    |
| Cariocão TV(YouTube)             | - Todos os jogos que não forem transmitidos nem pelo Band nem pelo BandSports menos os jogos de Vasco da Gama e Botafogo como mandantes.        |
| Dale App                         | - Todos os jogos que não sejam do Vasco ou do Botafogo como mandantes e nem forem transmitidos pelo Cariocão TV.                                |
| Flow Sport Club (YouTube)        | - Finais do campeonato. |
| Sport TV                         | - Transmissão exclusiva em Portugal. |

## Participantes
| Equipe        | Cidade         | Em 2022        | Estádio             | Capacidade | Títulos (Carioca)   |
| ------------- | -------------- | -------------- | ------------------- | ---------- | ------------------- |
| Audax Rio     | Angra dos Reis | 8.º            | Jair Toscano        | 1 500      | 0 (não possui)      |
| Bangu         | Rio de Janeiro | 11.º           | Moça Bonita         | 9 024      | 2 (último em 1966)  |
| Boavista-RJ   | Saquarema      | 10.º           | Elcyrzão            | 4 315      | 0 (não possui)      |
| Botafogo      | Rio de Janeiro | 4.º            | Nilton Santos       | 44 661     | 21 (último em 2018) |
| Flamengo      | Rio de Janeiro | 2.º            | Maracanã            | 78 838     | 37 (último em 2021) |
| Fluminense    | Rio de Janeiro | 1.º            | Maracanã            | 78 838     | 32 (último em 2022) |
| Madureira     | Rio de Janeiro | 9.º            | Conselheiro Galvão  | 5 014      | 0 (não possui)      |
| Nova Iguaçu   | Nova Iguaçu    | 6.º            | Jânio Moraes        | 1 810      | 0 (não possui)      |
| Portuguesa-RJ | Rio de Janeiro | 7.º            | Luso-Brasileiro     | 5 044      | 0 (não possui)      |
| Resende       | Resende        | 5.º            | Trabalhador         | 4 600      | 0 (não possui)      |
| Vasco da Gama | Rio de Janeiro | 3.º            | São Januário        | 21 880     | 24 (último em 2016) |
| Volta Redonda | Volta Redonda  | 1.º (Série A2) | Raulino de Oliveira | 18 230     | 0 (não possui)      |

### Outros estádios
Como previsto no "Regulamento Geral", algumas partidas foram realizadas em outros estádios em virtude da venda de mando de campo.
| Estádio        | Cidade         | Cap.   | Rodada | Mandante      | Placar | Visitante     | Público | Renda (R$)   | Ref.          |
| -------------- | -------------- | ------ | ------ | ------------- | ------ | ------------- | ------- | ------------ | ------------- |
| Kleber Andrade | Cariacica (ES) | 21 152 | 2.ª    | Madureira     | 0–0    | Flamengo      | 13 009  | 2 587 340,00 | [ 25 ] [ 26 ] |
| Kleber Andrade | Cariacica (ES) | 21 152 | 3.ª    | Madureira     | 0–1    | Fluminense    | 10 233  | 1 013 045,00 | [ 27 ] [ 28 ] |
| Kleber Andrade | Cariacica (ES) | 21 152 | 5.ª    | Vasco da Gama | 1–2    | Volta Redonda | 18 300  | 2 190 786,00 | [ 29 ] [ 30 ] |
| Kleber Andrade | Cariacica (ES) | 21 152 | 10.ª   | Resende       | 0–2    | Botafogo      | 6 668   | 736 780,00   | [ 31 ] [ 32 ] |
| Kleber Andrade | Cariacica (ES) | 21 152 | Total  | Total         | Total  | Total         | 48 210  | 6 527 951,00 |               |
| Mané Garrincha | Brasília (DF)  | 72 788 | 7.ª    | Boavista-RJ   | 0–4    | Botafogo      | 9 423   | 940 035,20   | [ 33 ] [ 34 ] |
| Mané Garrincha | Brasília (DF)  | 72 788 | 7.ª    | Nova Iguaçu   | 0–2    | Vasco da Gama | 26 733  | 2 511 295,48 | [ 35 ] [ 36 ] |
| Mané Garrincha | Brasília (DF)  | 72 788 | 9.ª    | Botafogo      | 0–1    | Flamengo      | 21 374  | 2 422 291,16 | [ 37 ] [ 38 ] |
| Mané Garrincha | Brasília (DF)  | 72 788 | 10.ª   | Bangu         | 0–5    | Fluminense    | 12 988  | 1 523 259,20 | [ 39 ] [ 40 ] |
| Mané Garrincha | Brasília (DF)  | 72 788 | Total  | Total         | Total  | Total         | 70 518  | 7 396 881,04 |               |

## Taça Guanabara
| Pos | Equipe        | Pts | J  | V | E | D | GP | GC | SG  | Classificação ou descenso                               |
| --- | ------------- | --- | -- | - | - | - | -- | -- | --- | ------------------------------------------------------- |
| 1   | Fluminense    | 25  | 11 | 8 | 1 | 2 | 20 | 4  | +16 | Campeão e classificado para as semifinais do Campeonato |
| 2   | Vasco da Gama | 23  | 11 | 7 | 2 | 2 | 20 | 6  | +14 | Classificado para as semifinais do Campeonato           |
| 3   | Flamengo      | 23  | 11 | 7 | 2 | 2 | 19 | 5  | +14 | Classificado para as semifinais do Campeonato           |
| 4   | Volta Redonda | 20  | 11 | 6 | 2 | 3 | 27 | 15 | +12 | Classificado para as semifinais do Campeonato           |
| 5   | Botafogo      | 19  | 11 | 6 | 1 | 4 | 13 | 6  | +7  | Classificado para as semifinais da Taça Rio             |
| 6   | Audax Rio     | 16  | 11 | 4 | 4 | 3 | 14 | 13 | +1  | Classificado para as semifinais da Taça Rio             |
| 7   | Nova Iguaçu   | 13  | 11 | 3 | 4 | 4 | 8  | 11 | −3  | Classificado para as semifinais da Taça Rio             |
| 8   | Portuguesa-RJ | 13  | 11 | 3 | 4 | 4 | 9  | 14 | −5  | Classificado para as semifinais da Taça Rio             |
| 9   | Bangu         | 12  | 11 | 3 | 3 | 5 | 6  | 17 | −11 |                                                         |
| 10  | Madureira     | 9   | 11 | 2 | 3 | 6 | 5  | 18 | −13 |                                                         |
| 11  | Boavista-RJ   | 6   | 10 | 1 | 3 | 6 | 11 | 22 | −11 |                                                         |
| 12  | Resende       | 4   | 11 | 1 | 1 | 9 | 3  | 22 | −19 | Rebaixado à Série A2 de 2024                            |

### Confrontos
Fonte:

#### Primeira rodada
| 14 de janeiro | Nova Iguaçu | 0 – 0         | Volta Redonda | Estádio Laranjão, Nova Iguaçu                                         |
| 15:30         |             | Súmula (FERJ) |               | Público: 900 Renda: R$ 11 400,00 Árbitro: RJ Tarcizo Pinheiro Caetano |

| 14 de janeiro | Resende | 0 – 2         | Fluminense                             | Estádio Raulino de Oliveira, Volta Redonda                                  |
| 16:00         |         | Súmula (FERJ) | Joanderson 19' (g.c) · Ā Lan 87' (pen) | Público: 6 571 Renda: R$ 175 530,00 Árbitro: RJ Yuri Elino Ferreira da Cruz |

| 14 de janeiro | Vasco da Gama | 0 – 0         | Madureira | Estádio São Januário, Rio de Janeiro                                  |
| 18:00         |               | Súmula (FERJ) |           | Público: 16 214 Renda: R$ 213 840,50 Árbitro: RJ Rafael Martins de Sá |

| 15 de janeiro | Boavista-RJ                           | 2 – 2         | Bangu                | Estádio Elcyrzão, Saquarema                                         |
| 15:30         | Peu 8' · Matheus Alessandro 12' (pen) | Súmula (FERJ) | Luis Felipe 48', 55' | Público: 387 Renda: R$ 5 610,00 Árbitro: RJ Diego da Silva Lourenço |

| 15 de janeiro | Botafogo | 0 – 1         | Audax Rio | Estádio Nilton Santos, Rio de Janeiro                                             |
| 16:00         |          | Súmula (FERJ) | Higor 17' | Público: 3 837 Renda: R$ 125 576,00 Árbitro: RJ Alexandre Vargas Tavares de Jesus |

| 15 de janeiro | Flamengo                                                    | 4 – 1         | Portuguesa-RJ  | Estádio do Maracanã, Rio de Janeiro                                   |
| 18:00         | Pedro 11' · Gabi 37' · Fabrício Bruno 50' · Thiago Maia 84' | Súmula (FERJ) | João Paulo 40' | Público: 49 964 Renda: R$ 1 660 773,00 Árbitro: RJ Alex Gomes Stefano |

#### Segunda rodada
| 17 de janeiro | Fluminense | 1 – 0         | Nova Iguaçu | Estádio do Maracanã, Rio de Janeiro                                               |
| 21:10         | Lima 44'   | Súmula (FERJ) |             | Público: 20 925 Renda: R$ 549 726,50 Árbitro: RJ Felipe da Silva Gonçalves Paludo |

| 18 de janeiro | Bangu           | 1 – 0         | Resende | Estádio de Moça Bonita, Rio de Janeiro                         |
| 15:30         | Luis Felipe 54' | Súmula (FERJ) |         | Público: 900 Renda: R$ 12 000,00 Árbitro: RJ João Ennio Sobral |

| 18 de janeiro | Madureira | 0 – 0         | Flamengo | Estádio Kleber Andrade, Cariacica                                         |
| 19:00         |           | Súmula (FERJ) |          | Público: 13 009 Renda: R$ 2 587 340,00 Árbitro: RJ Grazianni Maciel Rocha |

| 18 de janeiro | Portuguesa-RJ          | 1 – 0         | Boavista-RJ | Estádio Luso-Brasileiro, Rio de Janeiro                                |
| 21:00         | Édson Cariús 89' (pen) | Súmula (FERJ) |             | Público: 1 071 Renda: R$ 12 680,00 Árbitro: RJ Ewerton Marques Ribeiro |

| 19 de janeiro | Volta Redonda | 1 – 2         | Botafogo                       | Estádio Raulino de Oliveira, Volta Redonda                                     |
| 19:30         | Lelê 57'      | Súmula (FERJ) | Marçal 10' · Víctor Cuesta 56' | Público: 4 447 Renda: R$ 113 840,00 Árbitro: RJ Maurício Machado Coelho Júnior |

| 19 de janeiro | Audax Rio  | 1 – 1         | Vasco da Gama | Estádio Luso-Brasileiro, Rio de Janeiro                           |
| 21:10         | Raphael 6' | Súmula (FERJ) | Galarza 30'   | Público: 2 087 Renda: R$ 80 250,00 Árbitro: RJ Bruno Mota Correia |

#### Terceira rodada
| 21 de janeiro | Flamengo                                            | 5 – 0         | Nova Iguaçu | Estádio do Maracanã, Rio de Janeiro                                                  |
| 16:00         | Pedro 12', 73' · Fabrício Bruno 29' · Gabi 62', 67' | Súmula (FERJ) |             | Público: 48 941 Renda: R$ 1 689 606,50 Árbitro: RJ Alexandre Vargas Tavares de Jesus |

| 21 de janeiro | Portuguesa-RJ | 0 – 1         | Bangu      | Estádio Luso-Brasileiro, Rio de Janeiro                             |
| 20:00         |               | Súmula (FERJ) | Adryan 72' | Público: 1 031 Renda: R$ 11 840,00 Árbitro: RJ Rafael Martins de Sá |

| 22 de janeiro | Resende                           | 2 – 1         | Boavista-RJ                  | Estádio do Trabalhador, Resende                                            |
| 15:30         | Igor Bolt 30' (pen) · Bismark 84' | Súmula (FERJ) | Matheus Alessandro 46' (pen) | Público: 539 Renda: R$ 7 080,00 Árbitro: RJ Wagner do Nascimento Magalhães |

| 22 de janeiro | Volta Redonda              | 3 – 2         | Audax Rio                     | Estádio Raulino de Oliveira, Volta Redonda                        |
| 16:00         | Lelê 45+2', 46' · Alix 52' | Súmula (FERJ) | Raphael 19' · Higor Leite 83' | Público: 594 Renda: R$ 4 190,00 Árbitro: RJ Bruno Arleu de Araújo |

| 22 de janeiro | Madureira | 0 – 1         | Fluminense    | Estádio Kleber Andrade, Cariacica                                                       |
| 18:00         |           | Súmula (FERJ) | Jhon Arias 6' | Público: 10 233 Renda: R$ 1 013 045,00 Árbitro: RJ Paulo Renato Moreira da Silva Coelho |

| 16 de fevereiro | Vasco da Gama                      | 2 – 0         | Botafogo | Estádio do Maracanã, Rio de Janeiro                                            |
| 20:30           | Alex Teixeira 56' · Pedro Raul 70' | Súmula (FERJ) |          | Público: 40 058 Renda: R$ 2 516 974,50 Árbitro: RJ Yuri Elino Ferreira da Cruz |

#### Quarta rodada
| 24 de janeiro | Bangu      | 1 – 1         | Flamengo   | Estádio Raulino de Oliveira, Volta Redonda                             |
| 21:10         | Renato 43' | Súmula (FERJ) | Lorran 56' | Público: 10 148 Renda: R$ 376 690,00 Árbitro: RJ Bruno Arleu de Araújo |

| 25 de janeiro | Audax Rio            | 1 – 1         | Nova Iguaçu        | Estádio Jair Toscano, Angra dos Reis                                   |
| 15:30         | Lucas Mota 76' (pen) | Súmula (FERJ) | Gustavo Nicola 71' | Público: 49 Renda: R$ 1 360,00 Árbitro: RJ Yuri Elino Ferreira da Cruz |

| 25 de janeiro | Volta Redonda                                      | 5 – 1         | Resende   | Estádio Raulino de Oliveira, Volta Redonda                                   |
| 19:00         | Pedrinho 2', 31' · Lelê 4', 13' · Ricardo Sena 56' | Súmula (FERJ) | Rayne 16' | Público: 878 Renda: R$ 8 910,00 Árbitro: RJ Felipe da Silva Gonçalves Paludo |

| 25 de janeiro | Portuguesa-RJ | 0 – 2         | Vasco da Gama              | Estádio Luso-Brasileiro, Rio de Janeiro                                              |
| 21:10         |               | Súmula (FERJ) | Nenê 14' · Gabriel Pec 49' | Público: 3 600 Renda: R$ 120 525,00 Árbitro: RJ Paulo Renato Moreira da Silva Coelho |

| 26 de janeiro | Botafogo                              | 2 – 0         | Madureira | Estádio Luso-Brasileiro, Rio de Janeiro                           |
| 19:30         | Gabriel Pires 56' · Gustavo Sauer 88' | Súmula (FERJ) |           | Público: 2 249 Renda: R$ 74 052,00 Árbitro: RJ Alex Gomes Stefano |

| 26 de janeiro | Fluminense  | 1 – 1         | Boavista-RJ    | Estádio do Maracanã, Rio de Janeiro                                       |
| 21:10         | Kevem 45+2' | Súmula (FERJ) | Marquinhos 90' | Público: 13 891 Renda: R$ 419 619,50 Árbitro: RJ Tarcizo Pinheiro Caetano |

#### Quinta rodada
| 12 de janeiro | Flamengo           | 1 – 0         | Audax Rio | Estádio do Maracanã, Rio de Janeiro                                             |
| 21:30         | Matheus França 56' | Súmula (FERJ) |           | Público: 26 102 Renda: R$ 805 522,50 Árbitro: RJ Wagner do Nascimento Magalhaes |

| 28 de janeiro | Nova Iguaçu           | 1 – 0         | Bangu | Estádio Laranjão, Nova Iguaçu                                      |
| 15:30         | Luís Felipe 4' (g.c.) | Súmula (FERJ) |       | Público: 531 Renda: R$ 6 710,00 Árbitro: RJ Grazianni Maciel Rocha |

| 29 de janeiro | Resende | 0 – 0         | Portuguesa-RJ | Estádio do Trabalhador, Resende                                                 |
| 15:30         |         | Súmula (FERJ) |               | Público: 441 Renda: R$ 5 720,00 Árbitro: RJ Rodrigo Félix de Oliveira Rodrigues |

| 29 de janeiro | Fluminense | 0 – 1         | Botafogo      | Estádio do Maracanã, Rio de Janeiro                                   |
| 18:00         |            | Súmula (FERJ) | Victor Sá 51' | Público: 25 965 Renda: R$ 1 099 017,50 Árbitro: RJ Bruno Mota Correia |

| 29 de janeiro | Boavista-RJ | 0 – 2         | Madureira                    | Estádio Elcyrzão, Saquarema                                                |
| 20:15         |             | Súmula (FERJ) | Gustavo 28' · Marcelinho 84' | Público: 288 Renda: R$ 4 520,00 Árbitro: RJ Maurício Machado Coelho Júnior |

| 30 de janeiro | Vasco da Gama   | 1 – 2         | Volta Redonda               | Estádio Kleber Andrade, Cariacica                                       |
| 20:00         | Gabriel Pec 58' | Súmula (FERJ) | Ricardo Sena 25' · Lelê 35' | Público: 18 300 Renda: R$ 2 190 786,00 Árbitro: RJ Thiago Ramos Marques |

#### Sexta rodada
| 1 de fevereiro | Audax Rio | 0 – 0         | Bangu | Estádio Jair Toscano, Angra dos Reis                              |
| 15:30          |           | Súmula (FERJ) |       | Público: 43 Renda: R$ 1 300,00 Árbitro: RJ Alan Trindade da Silva |

| 1 de fevereiro | Botafogo | 0 – 0         | Nova Iguaçu | Estádio Luso-Brasileiro, Rio de Janeiro                             |
| 19:00          |          | Súmula (FERJ) |             | Público: 1 476 Renda: R$ 46 362,00 Árbitro: RJ Rafael Martins de Sá |

| 1 de fevereiro | Flamengo  | 1 – 0         | Boavista-RJ | Estádio do Maracanã, Rio de Janeiro                                            |
| 21:10          | Pedro 68' | Súmula (FERJ) |             | Público: 31 978 Renda: R$ 1 031 907,50 Árbitro: RJ Yuri Elino Ferreira da Cruz |

| 2 de fevereiro | Madureira    | 1 – 1         | Portuguesa-RJ | Estádio Conselheiro Galvão, Rio de Janeiro                                    |
| 15:30          | Henrique 69' | Súmula (FERJ) | Anderson 3'   | Público: 438 Renda: R$ 5 760,00 Árbitro: RJ Alexandre Vargas Tavares de Jesus |

| 2 de fevereiro | Vasco da Gama                                                            | 5 – 0         | Resende | Estádio São Januário, Rio de Janeiro                                   |
| 19:00          | Pedro Raul 21', 83' · Lucas Piton 39' · Gabriel Pec 52' · Léo Pelé 90+3' | Súmula (FERJ) |         | Público: 16 795 Renda: R$ 666 116,00 Árbitro: RJ Bruno Arleu de Araújo |

| 2 de fevereiro | Volta Redonda | 1 – 0         | Fluminense | Estádio Raulino de Oliveira, Volta Redonda                                     |
| 21:10          | Lelê 48'      | Súmula (FERJ) |            | Público: 5 030 Renda: R$ 107 860,00 Árbitro: RJ Wagner do Nascimento Magalhães |

#### Sétima rodada
| 5 de fevereiro | Bangu                 | 1 – 0          | Madureira | Estádio de Moça Bonita, Rio de Janeiro                              |
| 15:30          | Luis Felipe 65' (pen) | Súmulas (FERJ) |           | Público: 965 Renda: R$ 11 850,00 Árbitro: RJ João Batista de Arruda |

| 5 de fevereiro | Boavista-RJ | 0 – 4          | Botafogo                                                  | Estádio Mané Garrincha, Brasília                                        |
| 16:00          |             | Súmulas (FERJ) | Tiquinho 4', 21' · Victor Sá 45+3' · Patrick de Paula 70' | Público: 9 423 Renda: R$ 940 035,20 Árbitro: RJ Matheus Carneiro Torres |

| 5 de fevereiro | Fluminense        | 3 – 0          | Audax Rio | Estádio do Maracanã, Rio de Janeiro                                                  |
| 18:00          | Cano 9', 39', 90' | Súmulas (FERJ) |           | Público: 9 724 Renda: R$ 288 272,50 Árbitro: RJ Paulo Renato Moreira da Silva Coelho |

| 6 de fevereiro | Portuguesa-RJ                               | 3 – 1         | Volta Redonda | Estádio Luso-Brasileiro, Rio de Janeiro                             |
| 15:30          | Emerson Carioca 16', 45' · Lucas Santos 74' | Súmula (FERJ) | Berguinho 14' | Público: 424 Renda: R$ 6 360,00 Árbitro: RJ Diego da Silva Lourenço |

| 7 de fevereiro | Nova Iguaçu | 0 – 2         | Vasco da Gama                | Estádio Mané Garrincha, Brasília                                            |
| 21:10          |             | Súmula (FERJ) | Jair 45+5' · Gabriel Pec 72' | Público: 26 733 Renda: R$ 2 511 295,48 Árbitro: RJ Tarcizo Pinheiro Caetano |

| 18 de fevereiro | Resende | 0 – 2         | Flamengo                          | Estádio Raulino de Oliveira, Volta Redonda                              |
| 16:00           |         | Súmula (FERJ) | Matheus Gonçalves 75' · André 78' | Público: 4 676 Renda: R$ 145 160,00 Árbitro: RJ Ewerton Marques Ribeiro |

#### Oitava rodada
| 11 de fevereiro | Nova Iguaçu      | 1 – 1         | Portuguesa-RJ    | Estádio Laranjão, Nova Iguaçu                                                     |
| 15:30           | Nathan 82' (pen) | Súmula (FERJ) | Bruno 11' (g.c.) | Público: 519 Renda: R$ 7 280,00 Árbitro: RJ Wagner do Nascimento Magalhães (FIFA) |

| 11 de fevereiro | Madureira   | 1 – 0         | Resende | Estádio Conselheiro Galvão, Rio de Janeiro                      |
| 15:30           | Gustavo 75' | Súmula (FERJ) |         | Público: 245 Renda: R$ 3 110,00 Árbitro: RJ André Rodrigo Rocha |

| 11 de fevereiro | Botafogo                          | 2 – 0         | Bangu | Estádio Luso-Brasileiro, Rio de Janeiro                              |
| 19:00           | Tiquinho 71' · Lucas Piazón 90+3' | Súmula (FERJ) |       | Público: 1 703 Renda: R$ 57 750,00 Árbitro: RJ Bruno Arleu de Araújo |

| 12 de fevereiro | Audax Rio                            | 3 – 2         | Boavista-RJ        | Estádio Jair Toscano, Angra dos Reis                        |
| 15:30           | Pablo 30' · Carlinhos 39' · Kaio 79' | Súmula (FERJ) | Peu 7' · Pablo 21' | Público: 55 Renda: R$ 810,00 Árbitro: RJ Alex Gomes Stefano |

| 12 de fevereiro | Fluminense      | 2 – 0         | Vasco da Gama | Estádio do Maracanã, Rio de Janeiro                                                 |
| 18:00           | Cano 65', 90+1' | Súmula (FERJ) |               | Público: 54 180 Renda: R$ 2 310 650,00 Árbitro: RJ Felipe da Silva Gonçalves Paludo |

| 15 de fevereiro | Volta Redonda  | 1 – 3         | Flamengo                    | Estádio Raulino de Oliveira, Volta Redonda                         |
| 21:10           | Luizinho 45+1' | Súmula (FERJ) | Gabi 57', 73' · Pedro 90+3' | Público: 9 796 Renda: R$ 396 440,00 Árbitro: RJ Bruno Mota Correia |

#### Nona rodada
| 25 de fevereiro | Nova Iguaçu | 1 – 0         | Resende | Estádio Laranjão, Nova Iguaçu                                                    |
| 15:30           | Canela 70'  | Súmula (FERJ) |         | Público: 361 Renda: R$ 5 120,00 Árbitro: RJ Paulo Renato Moreira da Silva Coelho |

| 25 de fevereiro | Fluminense               | 3 – 0         | Portuguesa-RJ | Estádio do Maracanã, Rio de Janeiro                                           |
| 16:00           | Cano 59', 68' · Keno 72' | Súmula (FERJ) |               | Público: 22 253 Renda: R$ 660 746,50 Árbitro: RJ Alan Trindade da Silva (CBF) |

| 25 de fevereiro | Botafogo | 0 – 1         | Flamengo             | Estádio Mané Garrincha, Brasília                                            |
| 18:00           |          | Súmula (FERJ) | Matheus Gonçalves 1' | Público: 21 374 Renda: R$ 2 422 291,16 Árbitro: RJ Tarcizo Pinheiro Caetano |

| 26 de fevereiro | Bangu | 0 – 4         | Volta Redonda                                   | Estádio de Moça Bonita, Rio de Janeiro                                               |
| 15:30           |       | Súmula (FERJ) | Pedrinho 4' · Lelê 45+1', 45+3' · Berguinho 86' | Público: 1 097 Renda: R$ 11 610,00 Árbitro: RJ Wagner do Nascimento Magalhães (FIFA) |

| 27 de fevereiro | Audax Rio                                | 3 – 1         | Madureira   | Estádio Jair Toscano, Angra dos Reis                            |
| 15:30           | Emerson Urso 14' · Pablo 24' (pen.), 71' | Súmula (FERJ) | Cavalini 8' | Público: 63 Renda: R$ 840,00 Árbitro: RJ Grazianni Maciel Rocha |

| 27 de fevereiro | Vasco da Gama                                                | 4 – 1         | Boavista-RJ  | Estádio São Januário, Rio de Janeiro                                               |
| 19:30           | Pedro Raul 10', 73' · Alex Teixeira 42' · Puma Rodríguez 67' | Súmula (FERJ) | Di Maria 59' | Público: 16 843 Renda: R$ 671 271,00 Árbitro: RJ Alexandre Vargas Tavares de Jesus |

#### Décima rodada
| 3 de março | Portuguesa-RJ       | 1 – 1         | Audax Rio | Estádio Luso-Brasileiro, Rio de Janeiro                               |
| 15:30      | Emerson Carioca 86' | Súmula (FERJ) | Pablo 52' | Público: 436 Renda: R$ 5 070,00 Árbitro: RJ Jodis Nascimento de Souza |

| 4 de março | Madureira | 0 – 6         | Volta Redonda                                                              | Estádio Conselheiro Galvão, Rio de Janeiro                       |
| 15:30      |           | Súmula (FERJ) | Lelê 1', 53', 63' · Luciano 20' (pen.) · Bruno Barra 31' · Julio Cesar 77' | Público: 437 Renda: R$ 5 290,00 Árbitro: RJ Rafael Martins de Sá |

| 4 de março | Bangu | 0 – 5         | Fluminense                                                             | Estádio Mané Garrincha, Brasília                                       |
| 16:00      |       | Súmula (FERJ) | Ganso 10' · Cano 23', 78' (pen.) · Jhon Arias 62' (pen.) · Marrony 90' | Público: 12 988 Renda: R$ 1 523 259,20 Árbitro: RJ André Rodrigo Rocha |

| 4 de março | Boavista-RJ | 1 – 0         | Nova Iguaçu | Estádio Elcyrzão, Saquarema                                                |
| 19:20      | Pablo 90+1' | Súmula (FERJ) |             | Público: 330 Renda: R$ 3 620,00 Árbitro: RJ Wagner do Nascimento Magalhães |

| 5 de março | Resende | 0 – 2         | Botafogo                                      | Estádio Kleber Andrade, Cariacica                                  |
| 16:00      |         | Súmula (FERJ) | Carlos Alberto 45+2' · Matheus Nascimento 48' | Público: 6 668 Renda: R$ 736 780,00 Árbitro: RJ Alex Gomes Stefano |

| 5 de março | Flamengo | 0 – 1         | Vasco da Gama      | Estádio do Maracanã, Rio de Janeiro                                      |
| 18:10      |          | Súmula (FERJ) | Puma Rodríguez 48' | Público: 64 727 Renda: R$ 5 007 752,50 Árbitro: RJ Bruno Arleu de Araújo |

#### Décima primeira rodada
| 8 de março | Flamengo    | 1 – 2         | Fluminense                    | Estádio do Maracanã, Rio de Janeiro                                       |
| 21:10      | Everton 18' | Súmula (FERJ) | Cano 52' · Gabriel Pirani 84' | Público: 52 689 Renda: R$ 3 484 977,50 Árbitro: RJ Grazianni Maciel Rocha |

| 8 de março | Botafogo | 0 – 1         | Portuguesa-RJ     | Estádio Raulino de Oliveira, Volta Redonda                                       |
| 21:10      |          | Súmula (FERJ) | Anderson Rosa 42' | Público: 1 150 Renda: R$ 42 102,00 Árbitro: RJ Alexandre Vargas Tavares de Jesus |

| 8 de março | Resende | 0 – 2         | Audax Rio                          | Estádio Luso-Brasileiro, Rio de Janeiro                                            |
| 21:10      |         | Súmula (FERJ) | Emerson Urso 76' · Higor Leite 81' | Público: 117 Renda: R$ 1 360,00 Árbitro: RJ Felipe da Silva Gonçalves Paludo (CBF) |

| 8 de março | Boavista-RJ              | 3 – 3         | Volta Redonda                               | Estádio Elcyrzão, Saquarema                                                      |
| 21:10      | Peu 41' · Kevem 72', 80' | Súmula (FERJ) | Luizinho 8' · Bruno Barra 53' · Luciano 67' | Público: 480 Renda: R$ 6 800,00 Árbitro: RJ Paulo Renato Moreira da Silva Coelho |

| 9 de março | Nova Iguaçu                                | 4 – 0         | Madureira | Estádio Laranjão, Nova Iguaçu                                              |
| 15:30      | Breno 6' · Ewerton 33', 45' · Denilson 85' | Súmula (FERJ) |           | Público: 316 Renda: R$ 4 590,00 Árbitro: RJ Maurício Machado Coelho Júnior |

| 9 de março | Vasco da Gama                       | 2 – 0         | Bangu | Estádio São Januário, Rio de Janeiro                                      |
| 19:30      | Gabriel Pec 5' · Paulo Victor 90+2' | Súmula (FERJ) |       | Público: 17 011 Renda: R$ 822 431,00 Árbitro: RJ Tarcizo Pinheiro Caetano |

### Premiação
| Taça Guanabara de 2023             |
| Rio de Janeiro                     |
| ---------------------------------- |
| FLUMINENSE Bicampeão (12.º título) |

## Taça Rio
Em itálico, as equipes que jogarão pelo empate por ter melhor campanha e em negrito as equipes vencedoras das partidas. Na final, não há vantagem de empate para nenhuma equipe.
|  | Semifinais    | Semifinais | Semifinais | Semifinais |   |          | Final | Final | Final | Final |
|  |               |            |            |            |   |          |       |       |       |       |
|  | Botafogo      | 0          | 3          | 3          |   |          |       |       |       |       |
|  | Portuguesa-RJ | 0          | 1          | 1          |   |          |       |       |       |       |
|  | Portuguesa-RJ | 0          | 1          | 1          |   | Botafogo | 2     | 5     | 7     |       |
|  |               |            |            |            |   | Botafogo | 2     | 5     | 7     |       |
|  |               | Audax Rio  | 1          | 2          | 3 |          |       |       |       |       |
|  | Audax Rio     | Audax Rio  | 1          | 2          | 3 | 1        | 1     | 2     |       |       |
|  | Audax Rio     |            |            |            |   | 1        | 1     | 2     |       |       |
|  | Nova Iguaçu   | 1          | 0          | 1          |   |          |       |       |       |       |

#### Confrontos

##### Semifinais
Fonte: 
Ida
| 18 de março | Nova Iguaçu | 1 – 1         | Audax Rio          | Estádio Laranjão, Nova Iguaçu                                                 |
| 15:30       | Ewerton 80' | Súmula (FERJ) | Pablo Thomaz 90+1' | Público: 717 Renda: R$ 9 140,00 Árbitro: RJ Alexandre Vargas Tavares de Jesus |

| 18 de março | Portuguesa-RJ | 0 – 0         | Botafogo | Estádio Luso-Brasileiro, Rio de Janeiro                                         |
| 18:00       |               | Súmula (FERJ) |          | Público: 2 121 Renda: R$ 52 080,00 Árbitro: RJ Felipe da Silva Gonçalves Paludo |

Volta
| 26 de março | Audax Rio        | 1 – 0         | Nova Iguaçu | Estádio Jair Toscano, Angra dos Reis                                 |
| 15:30       | Pablo Thomaz 10' | Súmula (FERJ) |             | Público: 307 Renda: R$ 2 800,00 Árbitro: RJ Tarcizo Pinheiro Caetano |

| 27 de março | Botafogo                                         | 3 – 1         | Portuguesa-RJ | Estádio Raulino de Oliveira, Volta Redonda                        |
| 20:00       | Carlos Eduardo 27' · Víctor Cuesta 69' · Raí 82' | Súmula (FERJ) | Elicley 45'   | Público: 1 595 Renda: R$ 46 572,00 Árbitro: RJ Alex Gomes Stefano |

##### Finais
Fonte: 
Ida
| 2 de abril | Audax Rio  | 1 – 2         | Botafogo                                  | Estádio Raulino de Oliveira, Volta Redonda                        |
| 18:00      | Emerson 8' | Súmula (FERJ) | Tiquinho Soares 67' · Gustavo Sauer 90+2' | Público: 1 452 Renda: R$ 64 270,00 Árbitro: RJ Bruno Mota Correia |

Volta
| 8 de abril | Botafogo                                                                | 5 – 2         | Audax Rio                   | Estádio Raulino de Oliveira, Volta Redonda                                       |
| 16:00      | Lucas Fernandes 11', 19' · Gustavo Sauer 40', 66' · Philipe Sampaio 76' | Súmula (FERJ) | Romarinho 28' · Julinho 52' | Público: 1 210 Renda: R$ 43 912,00 Árbitro: RJ Alexandre Vargas Tavares de Jesus |

### Premiação
| Taça Rio de 2023              |
| Rio de Janeiro                |
| ----------------------------- |
| BOTAFOGO Campeão (8.º título) |

## Fase final
Em itálico, as equipes que jogarão pelo empate por ter melhor campanha e em negrito as equipes vencedoras das partidas. Na final, não há vantagem de empate para nenhuma equipe.
|  | Semifinais    | Semifinais | Semifinais | Semifinais |   |            | Final | Final | Final | Final |
|  |               |            |            |            |   |            |       |       |       |       |
|  | Fluminense    | 1          | 7          | 8          |   |            |       |       |       |       |
|  | Volta Redonda | 2          | 0          | 2          |   |            |       |       |       |       |
|  | Volta Redonda | 2          | 0          | 2          |   | Fluminense | 0     | 4     | 4     |       |
|  |               |            |            |            |   | Fluminense | 0     | 4     | 4     |       |
|  |               | Flamengo   | 2          | 1          | 3 |            |       |       |       |       |
|  | Vasco da Gama | Flamengo   | 2          | 1          | 3 | 2          | 1     | 3     |       |       |
|  | Vasco da Gama |            |            |            |   | 2          | 1     | 3     |       |       |
|  | Flamengo      | 3          | 3          | 6          |   |            |       |       |       |       |

###### Semifinais
Fonte: 
Ida
| 12 de março | Volta Redonda           | 2 – 1         | Fluminense | Estádio Raulino de Oliveira, Volta Redonda                                  |
| 18:00       | Pedrinho 26' · Lelê 51' | Súmula (FERJ) | Nino 78'   | Público: 5 391 Renda: R$ 261 160,00 Árbitro: RJ Yuri Elino Ferreira da Cruz |

| 13 de março | Flamengo                                           | 3 – 2         | Vasco da Gama                       | Estádio do Maracanã, Rio de Janeiro                                                      |
| 21:10       | De Arrascaeta 22' · Pedro 39' · Fabrício Bruno 69' | Súmula (FERJ) | Gabriel Pec 10' · Alex Teixeira 59' | Público: 41 927 Renda: R$ 2 809 362,50 Árbitro: RJ Wagner do Nascimento Magalhães (FIFA) |

Volta
| 18 de março | Fluminense                                                                          | 7 – 0         | Volta Redonda | Estádio do Maracanã, Rio de Janeiro                                                      |
| 16:00       | Samuel Xavier 3' · Cano 7', 45+2', 63' (pen), 85' · Alexsander 23' · Martinelli 39' | Súmula (FERJ) |               | Público: 43 550 Renda: R$ 1 797 318,50 Árbitro: RJ Wagner do Nascimento Magalhães (FIFA) |

| 19 de março | Vasco da Gama | 1 – 3         | Flamengo                                  | Estádio do Maracanã, Rio de Janeiro                                             |
| 18:00       | Capasso 28'   | Súmula (FERJ) | Pedro 15', 84' (pen) · Ayrton Lucas 90+5' | Público: 45 935 Renda: R$ 2 895 400,50 Árbitro: RJ Bruno Arleu de Araújo (FIFA) |

##### Finais
Fonte: 
Ida
| 1 de abril | Flamengo                     | 2 – 0            | Fluminense | Estádio do Maracanã, Rio de Janeiro                                                      |
| 20:30      | Ayrton Lucas 50' · Pedro 67' | Súmula (FERJ) ge |            | Público: 60 254 Renda: R$ 4 873 272,50 Árbitro: RJ Wagner do Nascimento Magalhães (FIFA) |

Volta
| 9 de abril | Fluminense                                          | 4 – 1            | Flamengo           | Estádio do Maracanã, Rio de Janeiro                                             |
| 18:00      | Marcelo 27' · Cano 31', 55' (pen.) · Alexsander 64' | Súmula (FERJ) ge | Ayrton Lucas 90+5' | Público: 61 938 Renda: R$ 4 970 114,00 Árbitro: RJ Bruno Arleu de Araújo (FIFA) |

## Premiação
| Campeonato Carioca de 2023         |
| Rio de Janeiro                     |
| ---------------------------------- |
| FLUMINENSE Bicampeão (33.º título) |

## Classificação geral
| Pos | Equipe        | Primeira fase (Taça Guanabara) | Primeira fase (Taça Guanabara) | Primeira fase (Taça Guanabara) | Primeira fase (Taça Guanabara) | Primeira fase (Taça Guanabara) | Primeira fase (Taça Guanabara) | Primeira fase (Taça Guanabara) | Primeira fase (Taça Guanabara) | Cartões | Cartões                       | Classificação ou rebaixamento                                           |
| Pos | Equipe        | PG                             | Jogos                          | Jogos                          | Jogos                          | Jogos                          | Gols                           | Gols                           | Gols                           | Cartões | Cartões                       | Classificação ou rebaixamento                                           |
| Pos | Equipe        | PG                             | J                              | V                              | E                              | D                              | GP                             | GS                             | SG                             | Expulso | Penalizado com cartão amarelo | Classificação ou rebaixamento                                           |
| --- | ------------- | ------------------------------ | ------------------------------ | ------------------------------ | ------------------------------ | ------------------------------ | ------------------------------ | ------------------------------ | ------------------------------ | ------- | ----------------------------- | ----------------------------------------------------------------------- |
| 1   | Fluminense    | 25                             | 11                             | 8                              | 1                              | 2                              | 20                             | 4                              | +16                            | 7       | 36                            | Campeão                                                                 |
| 2   | Flamengo      | 23                             | 11                             | 7                              | 2                              | 2                              | 19                             | 5                              | +13                            | 1       | 39                            | Vice-campeão                                                            |
| 3   | Vasco da Gama | 23                             | 11                             | 7                              | 2                              | 2                              | 20                             | 6                              | +14                            | 2       | 26                            | Semifinalistas do Campeonato e Copa do Brasil de 2024                   |
| 4   | Volta Redonda | 20                             | 11                             | 6                              | 2                              | 3                              | 27                             | 15                             | +12                            | 2       | 36                            | Semifinalistas do Campeonato e Copa do Brasil de 2024                   |
| 5   | Botafogo      | 19                             | 11                             | 6                              | 1                              | 4                              | 13                             | 6                              | +6                             | 8       | 29                            | Campeão da Taça Rio                                                     |
| 6   | Audax Rio     | 16                             | 11                             | 4                              | 4                              | 3                              | 14                             | 13                             | +1                             | 2       | 44                            | Vice-campeão da Taça Rio, Copa do Brasil de 2024 e Série D de de 2024   |
| 7   | Nova Iguaçu   | 13                             | 11                             | 3                              | 4                              | 4                              | 8                              | 11                             | –3                             | 4       | 46                            | Semifinalistas da Taça Rio, Copa do Brasil de 2024 e Série D de de 2024 |
| 8   | Portuguesa-RJ | 13                             | 11                             | 3                              | 4                              | 4                              | 9                              | 14                             | –5                             | 3       | 44                            | Semifinalistas da Taça Rio, Copa do Brasil de 2024 e Série D de de 2024 |
| 9   | Bangu         | 12                             | 11                             | 3                              | 3                              | 5                              | 6                              | 17                             | –11                            | 2       | 26                            | Eliminados na primeira fase                                             |
| 10  | Madureira     | 9                              | 11                             | 2                              | 3                              | 6                              | 5                              | 18                             | –13                            | 0       | 28                            | Eliminados na primeira fase                                             |
| 11  | Boavista-RJ   | 6                              | 11                             | 1                              | 3                              | 6                              | 11                             | 22                             | –11                            | 7       | 34                            | Eliminados na primeira fase                                             |
| 12  | Resende       | 4                              | 11                             | 1                              | 1                              | 9                              | 3                              | 22                             | –19                            | 3       | 26                            | Rebaixado para a Série A2 de 2023                                       |

Fonte: 

## Estatísticas
| Gols | Jogador         | Equipe        |
| ---- | --------------- | ------------- |
| 16   | Germán Cano     | Fluminense    |
| 13   | Lelê            | Volta Redonda |
| 9    | Pedro           | Flamengo      |
| 6    | Gabriel Pec     | Vasco da Gama |
| 6    | Pablo Thomaz    | Audax Rio     |
| 6    | Pedro Raul      | Vasco da Gama |
| 5    | Gabi            | Flamengo      |
| 4    | Luís Felipe     | Bangu         |
| 4    | Pedrinho        | Volta Redonda |
| 4    | Tiquinho Soares | Botafogo      |

| Total | Jogador           | Equipe        |
| ----- | ----------------- | ------------- |
| 6     | Lelê              | Volta Redonda |
| 5     | Luciano Naninho   | Volta Redonda |
| 4     | Arias             | Fluminense    |
| 3     | Alex Teixeira     | Vasco da Gama |
| 3     | De Arrascaeta     | Flamengo      |
| 3     | Everton Cebolinha | Flamengo      |
| 3     | Keno              | Fluminense    |
| 3     | Luã Lúcio         | Nova Iguaçu   |
| 3     | Matheuzinho       | Flamengo      |
| 3     | Pedrinho          | Volta Redonda |
| 3     | Pedro             | Flamengo      |
| 3     | Pedro Raul        | Vasco da Gama |
| 3     | Wellington Silva  | Volta Redonda |

### Gols contra
| Gol contra | Jogador     | Equipe                             |
| ---------- | ----------- | ---------------------------------- |
| 1          | Bruno       | Nova Iguaçu (para a Portuguesa-RJ) |
| 1          | Joanderson  | Resende (para o Fluminense)        |
| 1          | Kevem       | Boavista-RJ (para o Fluminense)    |
| 1          | Luís Felipe | Bangu (para o Nova Iguaçu)         |

### Hat-trick
Estes foram os hat-tricks do Campeonato:
|   | Futebolista | Gols         | Mandante   | Placar | Visitante     | Data           | Etapa       | Ref.          |
| - | ----------- | ------------ | ---------- | ------ | ------------- | -------------- | ----------- | ------------- |
| 1 | Germán Cano | 9', 39', 90' | Fluminense | 3 – 0  | Audax Rio     | 5 de fevereiro | 7.ª rodada  | [ 51 ] [ 52 ] |
| 2 | Lelê        | 1', 54', 64' | Madureira  | 0 – 6  | Volta Redonda | 4 de março     | 10.ª rodada | [ 53 ]        |

### Poker-trick
Este foi o poker-trick do Campeonato:
|   | Futebolista | Gols                      | Mandante   | Placar | Visitante     | Data        | Etapa           | Ref.   |
| - | ----------- | ------------------------- | ---------- | ------ | ------------- | ----------- | --------------- | ------ |
| 1 | Germán Cano | 7', 45+2', 63' (pen), 85' | Fluminense | 7 – 0  | Volta Redonda | 18 de março | Semifinal/Volta | [ 54 ] |

## Público

### Maiores públicos
Esses são os maiores públicos do campeonato:
| Nº | Público[PP] | Mandante      | Placar | Visitante     | Estádio  | Data            | Etapa     | Rodada | Ref.   |
| -- | ----------- | ------------- | ------ | ------------- | -------- | --------------- | --------- | ------ | ------ |
| 1  | 64 727      | Flamengo      | 0–1    | Vasco da Gama | Maracanã | 5 de março      | Taça GB   | 10ª    | [ 56 ] |
| 2  | 61 938      | Fluminense    | 4–1    | Flamengo      | Maracanã | 9 de abril      | Final     | Volta  | [ 57 ] |
| 3  | 60 254      | Flamengo      | 2–0    | Fluminense    | Maracanã | 1 de abril      | Final     | Ida    | [ 58 ] |
| 4  | 54 180      | Fluminense    | 2–0    | Vasco da Gama | Maracanã | 12 de fevereiro | Taça GB   | 8ª     | [ 59 ] |
| 5  | 52 689      | Flamengo      | 1–2    | Fluminense    | Maracanã | 8 de março      | Taça GB   | 11ª    | [ 60 ] |
| 6  | 49 964      | Flamengo      | 4–1    | Portuguesa–RJ | Maracanã | 15 de janeiro   | Taça GB   | 1ª     | [ 61 ] |
| 7  | 48 941      | Flamengo      | 5–0    | Nova Iguaçu   | Maracanã | 21 de janeiro   | Taça GB   | 3ª     | [ 62 ] |
| 8  | 45 935      | Vasco da Gama | 1–3    | Flamengo      | Maracanã | 19 de março     | Semifinal | Volta  | [ 63 ] |
| 9  | 43 550      | Fluminense    | 7–0    | Volta Redonda | Maracanã | 18 de março     | Semifinal | Volta  | [ 64 ] |
| 10 | 41 927      | Flamengo      | 3–2    | Vasco da Gama | Maracanã | 13 de março     | Semifinal | Ida    | [ 65 ] |

- PP. ^  Considera-se apenas o público pagante

## Seleção do Campeonato
Um dia após a final entre Flamengo e Fluminense, a FERJ divulgou a seleção do Campeonato. A equipe do Fluminense contou com cinco jogadores entre os onze melhores, além do técnico Fernando Diniz. Flamengo proveu três atletas, Volta Redonda dois e Vasco da Gama um.
Germán Cano foi o artilheiro do Campeonato, igualando o recorde de maior número de gols marcados em Campeonatos Cariocas do século XXI. De quebra, foi escolhido como melhor jogador. Fernando Diniz foi eleito o melhor técnico e Lelê, atacante do Volta Redonda, como a revelação.
| Posição          | Nome            | Clube         |
| ---------------- | --------------- | ------------- |
| Goleiro          | Fábio           | Fluminense    |
| Lateral direito  | Puma Rodríguez  | Vasco da Gama |
| Zagueiros        | Nino            | Fluminense    |
| Zagueiros        | Fabrício Bruno  | Flamengo      |
| Lateral esquerdo | Ayrton Lucas    | Flamengo      |
| Meias            | André           | Fluminense    |
| Meias            | Luciano Naninho | Volta Redonda |
| Meias            | Arias           | Fluminense    |
| Atacantes        | Pedro           | Flamengo      |
| Atacantes        | Germán Cano     | Fluminense    |
| Atacantes        | Lelê            | Volta Redonda |
| Técnico          | Fernando Diniz  | Fluminense    |
| Artilheiro       | Germán Cano     | Fluminense    |
| Craque           | Germán Cano     | Fluminense    |
| Revelação        | Lelê            | Volta Redonda |